# (8419) Terumikazumi
(8419) Terumikazumi (1996 VK38) – planetoida z pasa głównego asteroid okrążająca Słońce w ciągu 4,55 lat w średniej odległości 2,74 au. Odkryta 7 listopada 1996 roku.